# Hakuin Ekaku

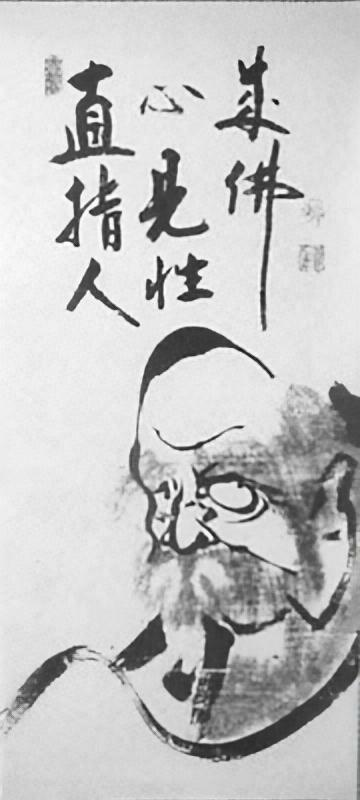
Caligrafía de Hakuin Ekaku (representa a Bodhidharma). Pie de foto: Jikishi ninshin, Kensho jobutsu: "Apuntar directamente a la mente del hombre, ver la propia naturaleza y convertirse en Buda".

Hakuin Ekaku (白隠 慧鶴 Hakuin Ekaku, 1686-1769) fue una de las figuras más influyentes del budismo zen de Japón.
Revivió la escuela rinzai zen de un período de anquilosamiento, centrándose en sus rigurosos métodos de instrucción, integrando la meditación y la práctica de los koans. La influencia de Hakuin fue tal que hoy en día todos los maestros zen rinzai trazan su linaje partiendo de él, y todos los practicantes modernos de zen rinzai usan prácticas directamente derivadas de sus enseñanzas.